# Fittipaldi F5
O F5/F5A é o modelo da Fittipaldi das temporadas de 1977, 1978 e 1979 da Fórmula 1. Condutor: Emerson Fittipaldi. 
O F5A foi o modelo que conseguiu melhores resultados para a equipe marcando num total de 17 pontos.
O F5A foi o primeiro carro da equipe a utilizar o efeito solo (o F5 não tinha) e obteve a melhor colocação da escuderia brasileira, o 2º lugar no GP do Brasil de 1978, disputado no circuito de Jacarepagua (estreia no calendário), Rio de Janeiro. 

## Resultados[1][2]
(legenda) 
| Ano  | Chassi | Motor                | Pneus | N° | Pilotos            | 1   | 2   | 3   | 4   | 5   | 6   | 7   | 8   | 9   | 10  | 11  | 12  | 13  | 14  | 15  | 16  | 17  | Pontos  | Posição |  |
| ---- | ------ | -------------------- | ----- | -- | ------------------ | --- | --- | --- | --- | --- | --- | --- | --- | --- | --- | --- | --- | --- | --- | --- | --- | --- | ------- | ------- |  |
|      |        |                      |       |    |                    |     |     |     |     |     |     |     |     |     |     |     |     |     |     |     |     |     |         |         |  |
|      |        |                      |       |    |                    | ARG | BRA | RSA | USW | ESP | MON | BEL | SWE | FRA | GBR | GER | AUT | NED | ITA | USA | CAN | JPN |         |         |  |
| 1977 | F5     | Ford Cosworth DFV V8 | G     | 28 | Emerson Fittipaldi |     |     |     |     |     |     | Ret |     | 11  | Ret | NQ  | 11  | 4   | NQ  | 13  | Ret |     | 31 (11) | 9º      |  |
|      |        |                      |       |    |                    |     |     |     |     |     |     |     |     |     |     |     |     |     |     |     |     |     |         |         |  |
|      |        |                      |       |    |                    | ARG | BRA | RSA | USW | MON | BEL | ESP | SWE | FRA | GBR | GER | AUT | NED | ITA | USA | CAN |     |         |         |  |
| 1978 | F5A    | Ford Cosworth DFV V8 | G     | 14 | Emerson Fittipaldi | 9   | 2   | Ret | 8   | 9   | Ret | Ret | 6   | Ret | Ret | 4   | 4   | 5   | 8   | 5   | Ret |     | 17      | 7º      |  |
|      |        |                      |       |    |                    |     |     |     |     |     |     |     |     |     |     |     |     |     |     |     |     |     |         |         |  |
|      |        |                      |       |    |                    | ARG | BRA | RSA | USW | ESP | BEL | MON | FRA | GBR | GER | AUT | NED | ITA | CAN | USA |     |     |         |         |  |
| 1979 | F5A    | Ford Cosworth DFV V8 | G     | 14 | Emerson Fittipaldi | 6   | 11  |     | Ret | 11  | 9   | Ret | Ret | 12  |     |     |     |     |     |     |     |     | 12      | 12º     |  |

↑1  Do GP da Argentina até a Suécia (menos Bélgica), utilizou o chassi FD04 marcando 8 pontos (11 pontos no total).
↑2  Utilizou o chassi F6 na África do Sul e o F6A no GP da Alemanha até os Estados Unidos por Emerson Fittipaldi e Alex Dias Ribeiro. 